# NCAA第一级别

NCAA标志

NCAA第一级别（英語：NCAA Division I）是美国国家大学体育协会（NCAA）校际体育赛事的最高级别。与第二、第三级别学校相比，第一级别学校在预算、设施、体育奖学金等各方面都更有优势。第一级别原先称为“大学级别”（University Division），与“学院级别”（College Division）相对。1973年，大学级别更名为第一级别，学院级别则细分为第二、三级别。
在NCAA第一级别各種運動項目中，所有队伍级别都是相等的，除了美式足球。在NCAA第一级别中，美式足球是唯一有子级别划分的運動項目。
1978年起，美式足球第一级别又细分为I-A级别（Division I-A，这一级别包括最主要的美式足球学校）与I-AA级别（Division I-AA），其他不资助美式足球的学校则继续称为第一级别（Division I）。2006年起，I-A与I-AA级别分别更名为美式足球碗赛分区（Football Bowl Subdivision，简称）与美式足球冠军赛分区（Football Championship Subdivision，简称）。美式足球FBS也是目前NCAA所有项目中唯一一个每年没有由NCAA主办的全国总决赛的项目。

## 外部連結
- 官方网站